# Route nationale 24 (Guinée)
Pour les articles homonymes, voir Route nationale 24.
La Route nationale 24 (N24) est une route nationale en république de Guinée, commençant à Gaoual à la sortie de la N1 et se terminant à Kindia à la jonction avec la N23. À Télimélé, elle croise la N27. Elle mesure 258 kilomètres de long.

## Tracé
- Kindia
- Maye khouré
- Bangouya
- Maleya
- Diata
- Gougoubhe
- Télimélé
- Belegui
- Sepounce
- Gaoual